# Cavariella araliae
Cavariella araliae är en insektsart som beskrevs av Takahashi, R. 1921. Cavariella araliae ingår i släktet Cavariella och familjen långrörsbladlöss. Inga underarter finns listade i Catalogue of Life.